# Voroneška oblast
Voroneška oblast (rusko Воро́нежская о́бласть) je oblast v Rusiji v Osrednjem zveznem okrožju. Na severu meji na Lipecko oblast, na severovzhodu na Tambovsko oblast, na vzhodu na Saratovsko oblast, na jugovzhodu na Volgograjsko oblast, na jugu na Rostovsko oblast, na jugozahodu na Ukrajino, na zahodu na Belgorodsko oblast in na severozahodu na Kursko oblast. Ustanovljena je bila 13. junija 1934.